# سال نو
سال نو روزی است که آغاز یک سال گاه‌شماری جدید را رقم می‌زند، و در آن سال‌شمارِ یک تقویم مشخص افزایش داده می‌شود. در بسیاری از فرهنگ‌ها، این رویداد را به مناسبت پایان سال قدیم و آغاز سال جدید جشن می‌گیرند. امروز در استفاده جهانی، سال جدید از گاه‌شماری میلادی در ۱ ژانویه اتفاق می‌افتد که عادتی از گاه‌شماری رومی می‌باشد.
سال نو پارسی، نوروز یکی از کهن‌ترین جشن‌های به جا مانده از دوران باستان است که در کشورهای ایران، افغانستان، تاجیکستان و بخش‌های دیگری از آسیای جنوبی و دیگر نقاط دنیا به عنوان روز نخست سال جشن گرفته می‌شود. سال نو میلادی در ۱ ژانویه هر سال اتفاق می‌افتد و بیشترین استفاده را در کشورهای دنیا دارد. در ۱ ژانویه ۱۶۰۰ میلادی، اسکاتلند نخستین کشوری بود که ۱ ژانویه را به عنوان نخستین روز سال اتخاذ کرد. گاهشمارهای متعددی هستند که به صورت استفاده منطقه ای باقی می‌ماند و سال نو را منحصراً سنجش می‌کند.

## سال نو خورشیدی

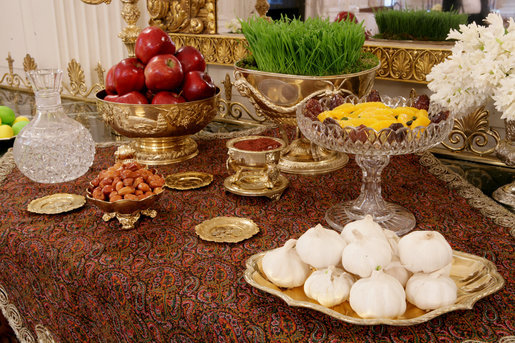
سفره هفت‌سین در کاخ سفید به مناسبت نوروز

معمولاً سال نو را در نخستین روز بهار جشن می‌گیرند. در این حالت، سال نو از لحظه اعتدال بهاری یا همان ((لحظه تحویل سال نو و جدید خورشیدی)) آغاز می‌شود. در دانش ستاره‌شناسی، اعتدال بهاری یا اعتدال ربیعی در نیم‌کره شمالی زمین به لحظه‌ای گفته می‌شود که خورشید از صفحه استوای زمین می‌گذرد و به سوی شمال آسمان می‌رود. این لحظه، لحظه اول برج حمل نامیده می‌شود، و در گاه‌شماری هجری خورشیدی با نخستین روز (هرمز روز یا اورمزد روز) از ماه فروردین برابر است. این روز را در بسیاری از کشورهای آسیای میانه نوروز می‌نامند. این روز در گاه‌شماری میلادی با ۲۱ یا ۲۰ مارس مطابقت دارد.
نوروز یکی از کهن‌ترین جشن‌های به جا مانده از دوران باستان است. خاستگاه نوروز در ایران باستان است و هنوز مردم مناطق مختلف فلات ایران نوروز را جشن می‌گیرند. زمان برگزاری نوروز، در آغاز فصل بهار ۱ فروردین در ایران مطابق با ۱ حمل در افغانستان و دیگر کشورهای برگزارکننده نوروز است. نوروز در ایران و افغانستان آغاز سال نو محسوب می‌شود و در برخی دیگر از کشورها تعطیل رسمی است.
جغرافیای نوروز با نام نوروز یا مشابه آن، سراسر خاورمیانه، بالکان، قزاقستان، تاتارستان، در آسیای میانه چین شرقی (ترکستان چین)، سودان، زنگبار، در آسیای کوچک سراسر قفقاز تا آستراخان و نیز آمریکای شمالی، هندوستان، پاکستان، بنگلادش، بوتان، نپال و تبت را شامل می‌شود. همچنین کشورهایی مانند مصر و چین جزو سرزمین‌هایی نیستند که در آنها نوروز جشن گرفته می‌شد، اما امروزه جشن‌هایی مشابه جشن نوروز در این کشورها برگزار می‌شود. سازمان ملل متحد در تاریخ ۲۴ فوریه ۲۰۱۰ با تصویب یک قطعنامه در مقر سازمان در نیویورک، عید نوروز را به عنوان روز بین‌المللی نوروز و فرهنگ صلح در جهان به رسمیت شناخت.

## سال نو میلادی

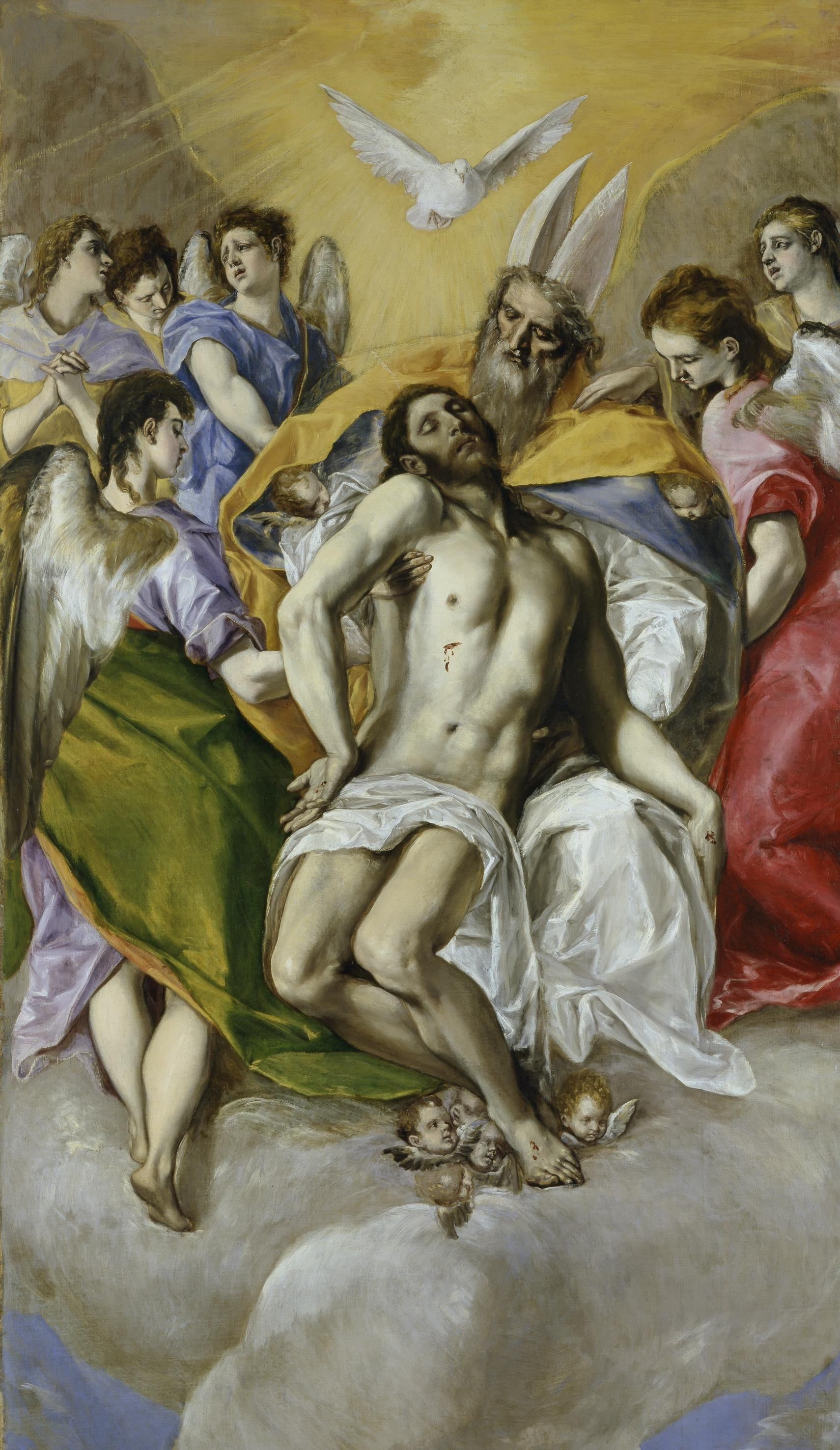
نگاره ای مربوط به سال نو میلادیو تولد حضرت عیسی مسیح (ع)

در کشورهایی که از گاه‌شمار (تقویم) میلادی استفاده می‌کنند، سال نو معمولاً در یکم ژانویه برگزار می‌گردد. راسته ماه‌ها در گاه‌شمار رومی، از زمان پادشاه نوما پومپیلیوس در حدود ۷۰۰ پیش از میلاد، از ژانویه تا دسامبر می‌باشد. در حال حاضر، جشن گرفتن سال نو یکی از بزرگترین رویدادهای جهانی می‌باشد. در شب ۳۱ دسامبر هر سال، آخرین روز یک سال میلادی و روز قبل از روز سال نو در بسیاری از کشورهای جهان، عموماً قاره‌های اروپا، آمریکا، استرالیا و بخش‌هایی از آسیا و آفریقا مراسم سال نو برگزار می‌شود. در فرهنگ جدید غرب این روز با گردهمایی‌هایی در مجالس و مهمانی‌ها برگزار می‌شود که انتقال سال را ساعت ۱۲:۰۰ شب جشن می‌گیرند.
بسیاری از فرهنگ‌ها در این شب از آتش‌بازی و دیگر روش‌های پرصدا برای جشن گرفتن استفاده می‌کنند. شب سال نو به صورت جهانی مطابق با تولد مسیح یا عرف‌نامه پس از میلاد (به انگلیسی: Anno Domini) در کشورهای مسیحی و حتی غیر مسیحی در ۳۱ دسامبر برپا می‌شود. شب سال نو همچنین به عنوان هفتمین روز کریسمس در مسیحیت غربی شناخته می‌شود.
نمونه‌هایی از آتش بازیهای شب سال نو را می‌توان با شهرهای سیدنی، ولپریسو، لندن و نیویورک مثال زد. سیدنی، ۸۰٬۰۰۰ آتش‌بازی را در نیمه‌شب برگزار کرد و بیش از یک و نیم میلیون شرکت‌کننده داشت. همچنین این رویداد بزرگترین رویداد دیده شده در سال ۲۰۰۹ از تلویزیون بود. در ولپریسو شیلی بیش از دو میلیون تماشاچی، نظاره‌گر بزرگترین آتش بازی بودند که در مکانی بزرگتر از ۲۱ کیلومتر از آتش‌بازی در بندر تجارتی شهر در ۲۵ دقیقه از شادی و سرور برگزار شد. لندن زمانی که ساعت بیگ بن نیمه‌شب را در شب سال نو اعلام می‌کند، در اطراف چشم لندن با آتش‌بازی بسیاری بزرگی همراه می‌باشد. در نیویورک در کنار میدان تایمز جشن روی یک توپ کریستالی بزرگ متمرکز می‌شود که یک دقیقه تا آغاز سال جدید را ثانیه‌شماری می‌کند.

## در هند
در هندوستان تقویم‌های مختلفی در بین گروه‌های مختلف مورد استفاده قرار می‌گیرد؛ بنابراین سال جدید در مواقع مختلفی جشن گرفته می‌شود که بستگی دارد در چه روزی و در چه تقویمی به آن اشاره شده. روز نو در یکم ژانویه در تقویم گریگوری، یک تعطیلی محدود در هندوستان است. مردم در تمام نقاط هندوستان در فعالیت‌های مختلف مانند آوازخوانی، بازی و سرگرمی، رقص، و مهمانی شرکت می‌کنند. در شهرهای بزرگ مانند بمبئی، دهلی، بنگلور و چنای، کنسرت‌های زنده ای سازماندهی می‌شوند که ستارگان بالیوود نیز در آنها شرکت می‌کنند.

## جشن‌های دیگر سال نو
شهرهای زیادی در دنیا سال نو را جشن می‌گیرند. سال نو عموماً همراه با آتش‌بازی، ساز و سرود و دیگر فستیوال‌ها جشن گرفته می‌شود. نوع، جشن و تاریخ سال نو در کشورهای مختلف مطابق به فرهنگ و تاریخ هر جامعه متفاوت است.

### ژانویه
- ۱ ژانویه: نخستین روز رسمی گاه‌شماری میلادی که توسط بیشتر کشورها مورد استفاده قرار می‌گیرد. همچنین هشت عدد از دوازده بزرگترین کلیساهای شرقی ارتودوکس که گاه‌شمار ژولیوس را اتخاذ کرده بودند شامل کشورهای بلغارستان، قبرس، مصر، یونان، رومانی، سوریه و ترکیه نیز ۱ ژانویه را به رسم سال نو جشن می‌گیرند.
- سال نو در فرانسه یکی از قدیمی‌ترین و سنتی‌ترین جشن‌های تاریخ آن است. سال نو در فرانسه با نام Jour des Étrennes نیز شناخته می‌شود. این جشن در ۱ ژانویه آغاز و در ششم ختم می‌شود. در نزدیکی برج ایفل نیز آتش‌بازی‌های زیادی انجام می‌شود.
- سال نو چینی نیز در هر سال مطابق به عملکرد ماه با آغاز ماه جدید تقریباً ۴ هفته قبل از بهار آغاز می‌شود. تاریخ دقیق آن در اطراف ۲۱ ژانویه تا ۲۱ فوریه اتفاق می‌افتد.

## نگارخانه

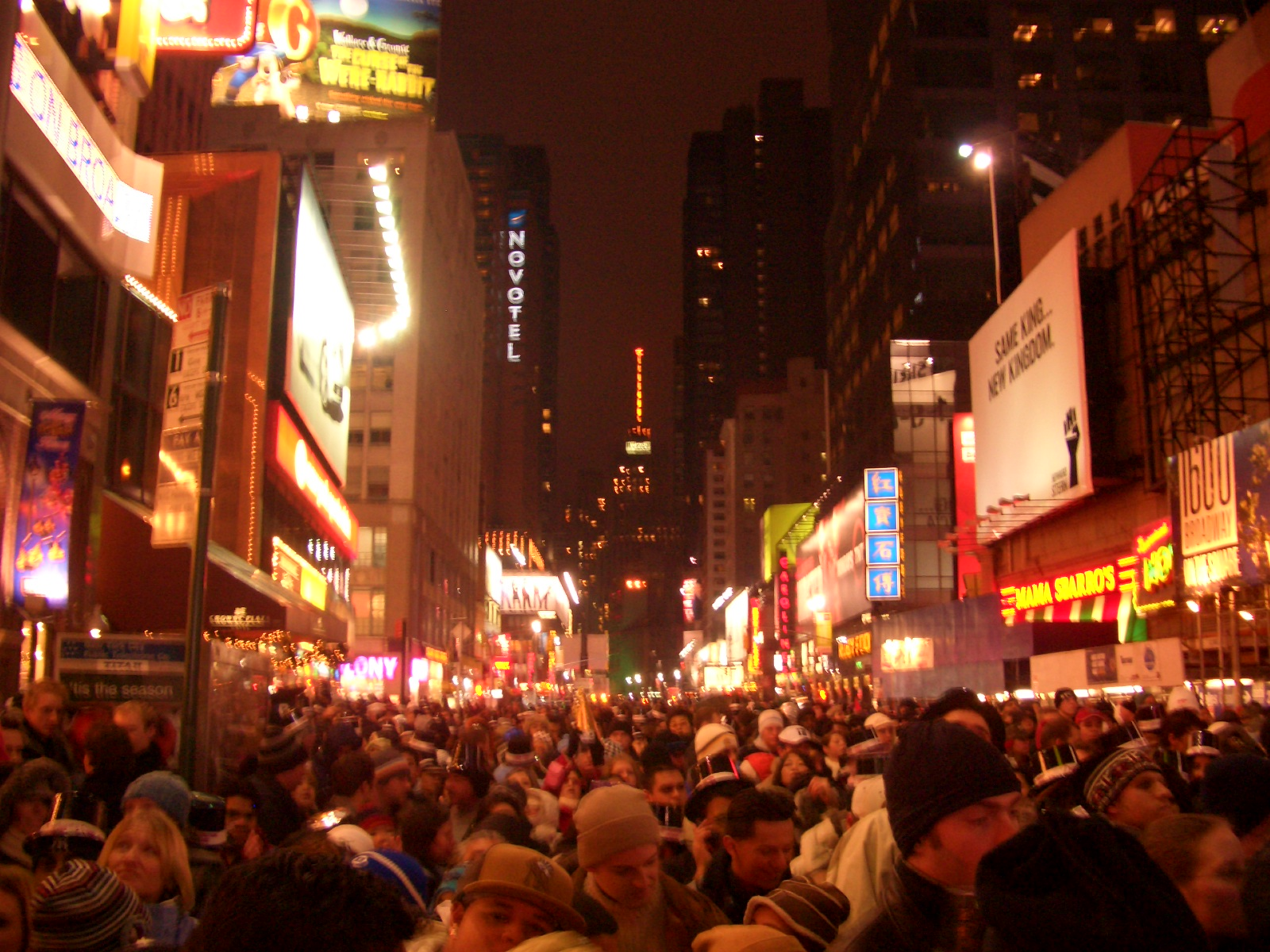
آغاز سال ۲۰۰۶ میلادی در میدان تایمز، نیویورک
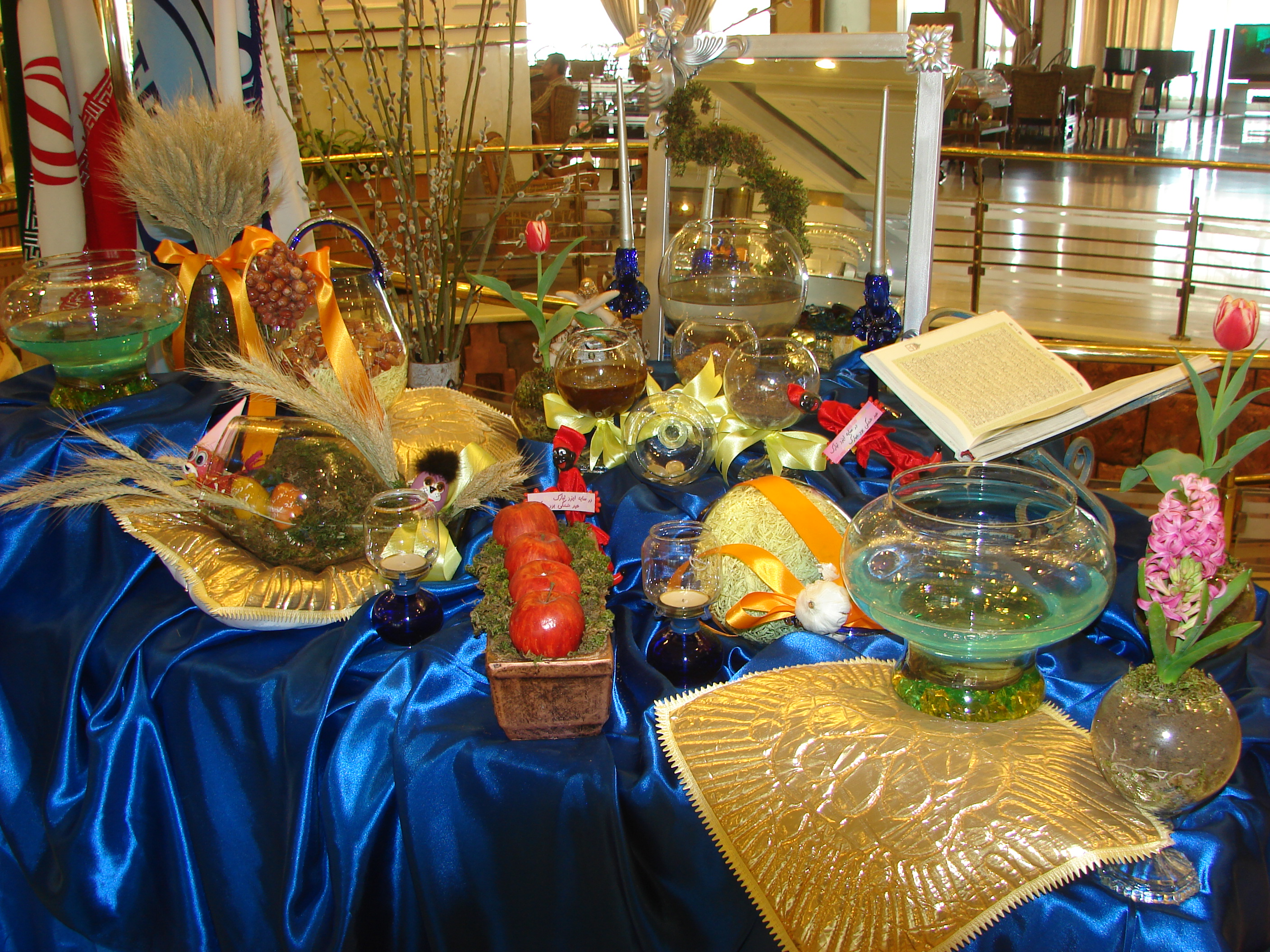
نمونه‌ای از سفره هفت‌سین
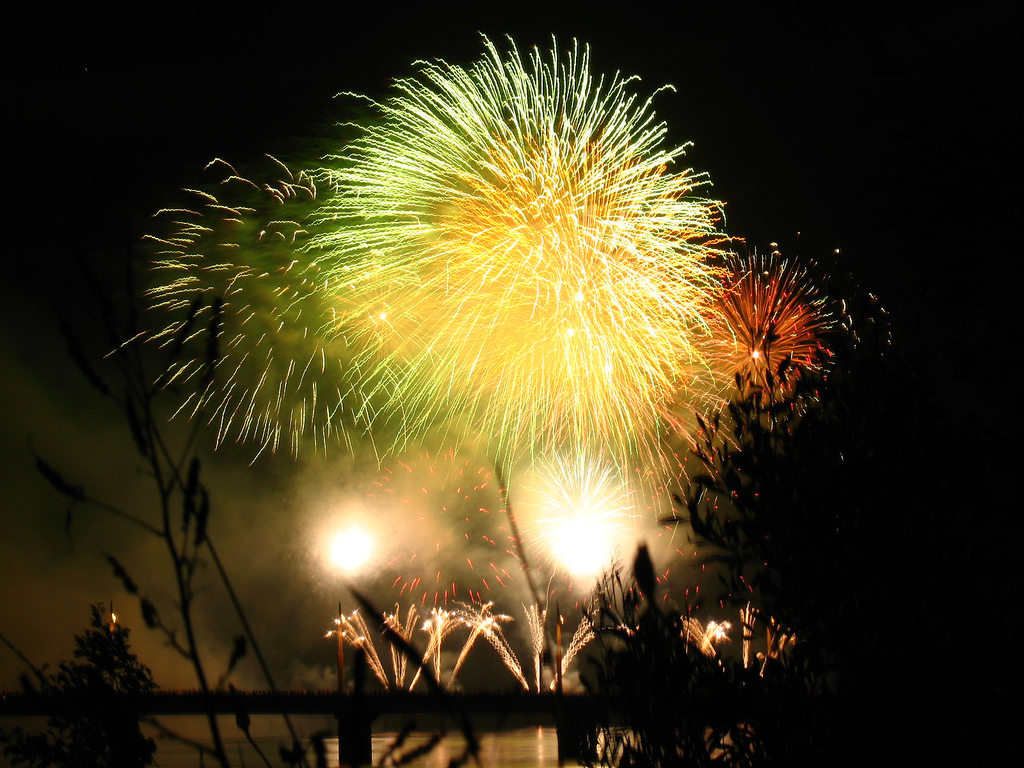
آتش‌بازی‌های شب سال نو
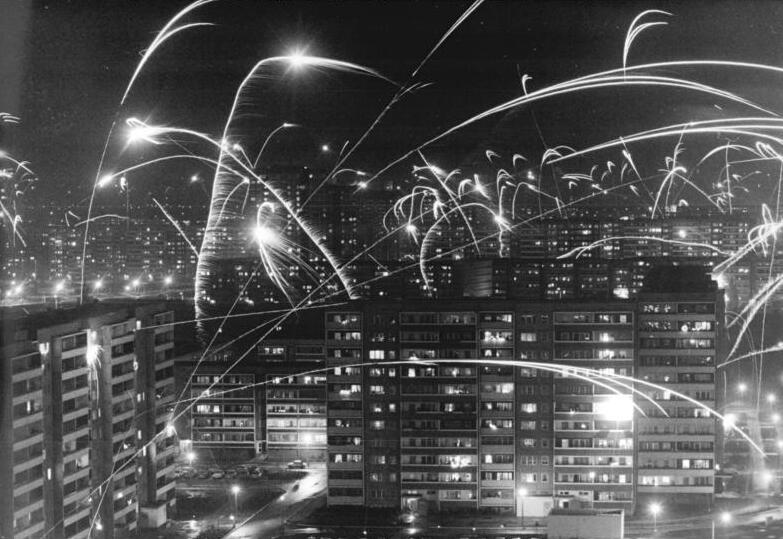
آتش‌بازی‌های آغاز سال ۱۹۸۴ میلادی در برلین
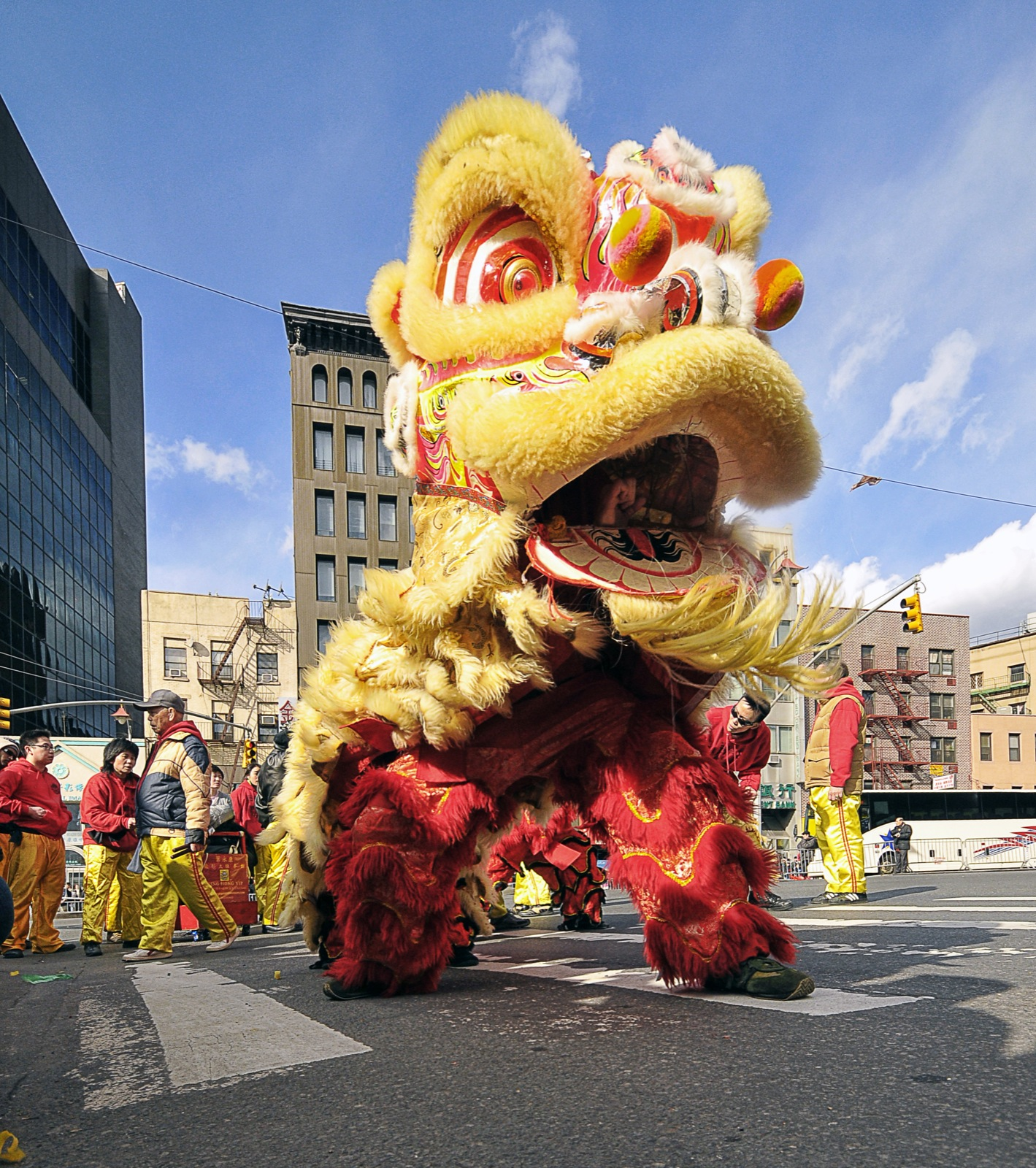
سال نو چینی و رقص شیر
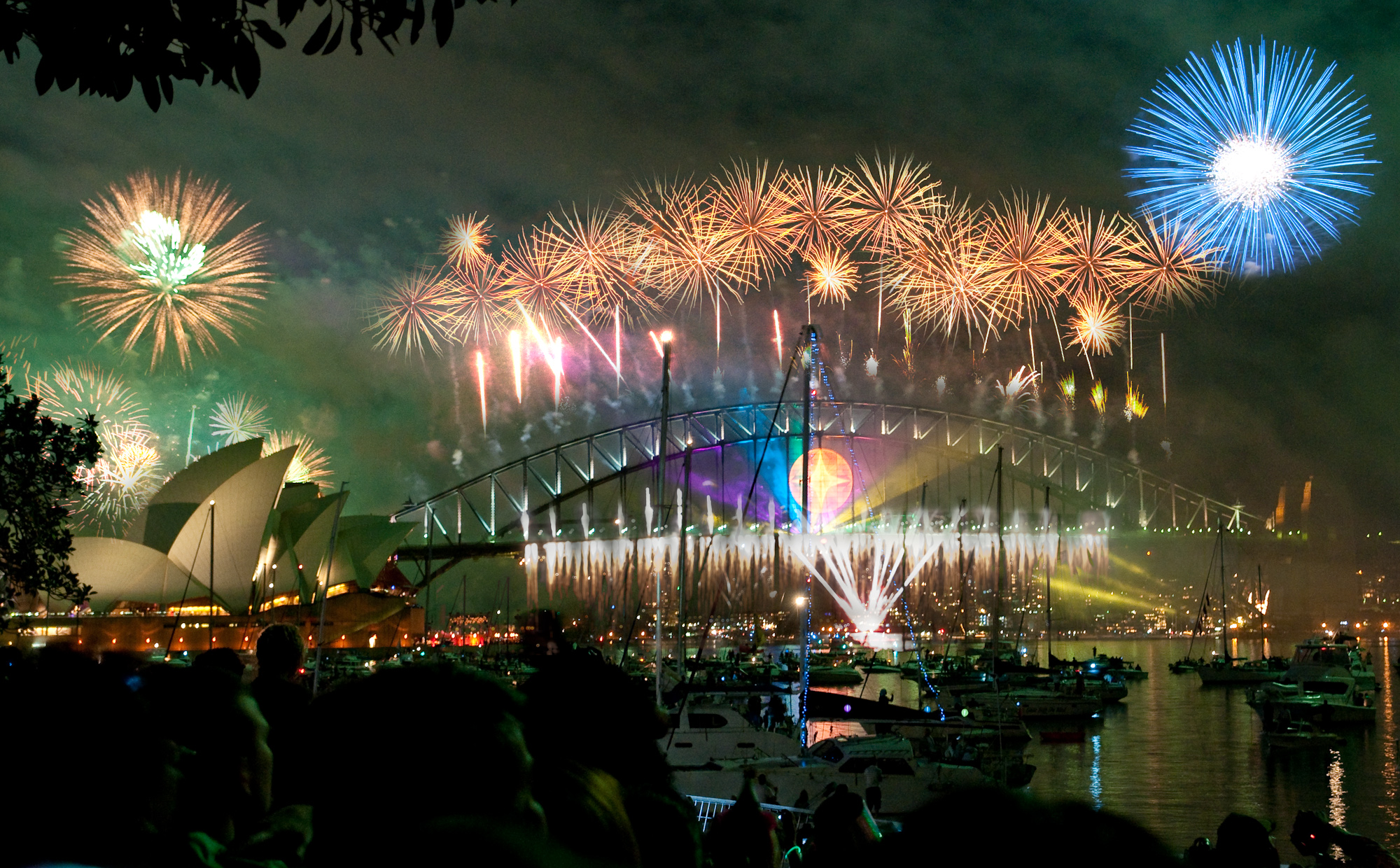
آتش‌بازی‌های آغاز سال ۲۰۰۹ میلادی در سیدنی
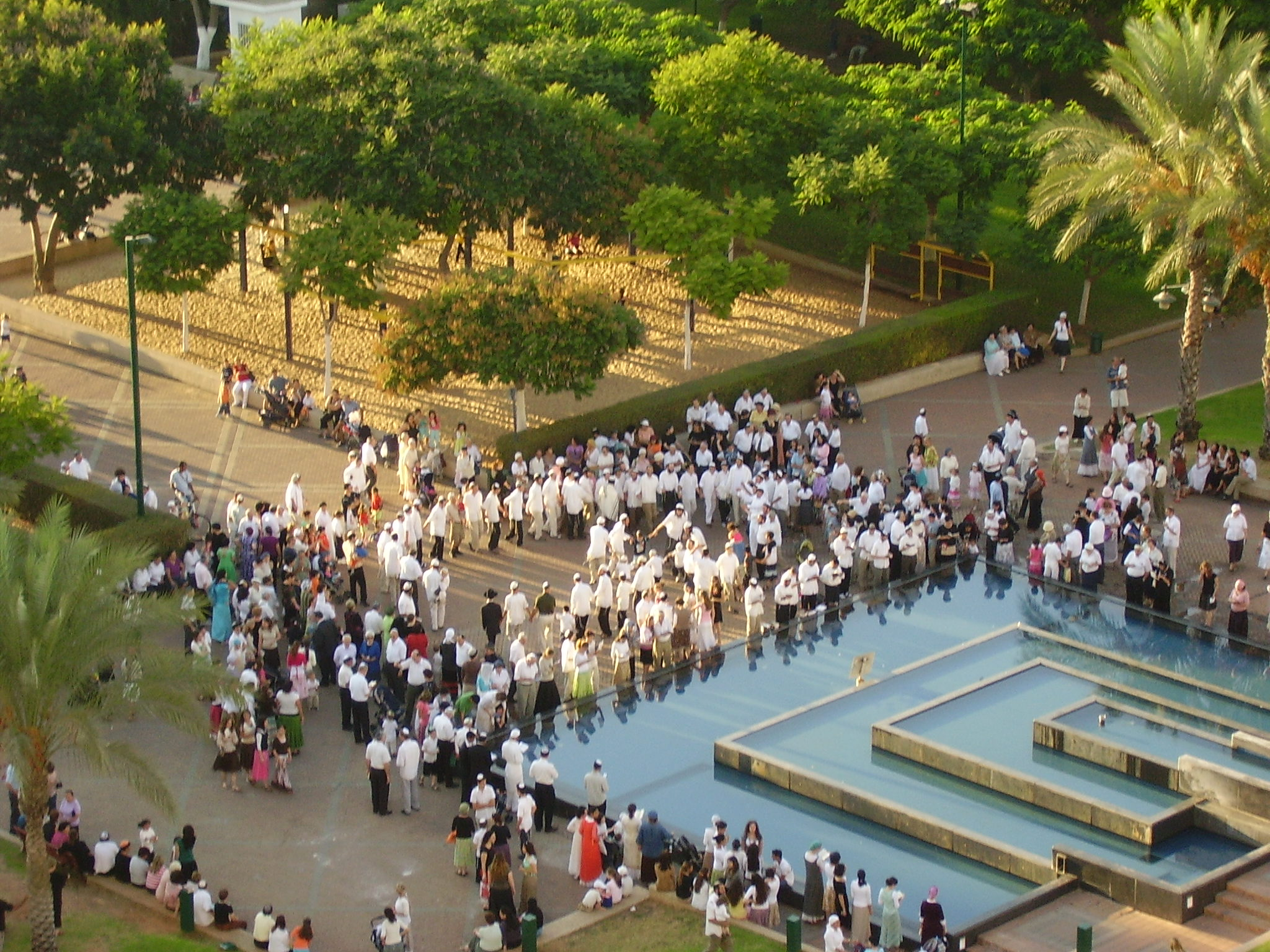
مراسم سال نو یهودی در اسرائیل
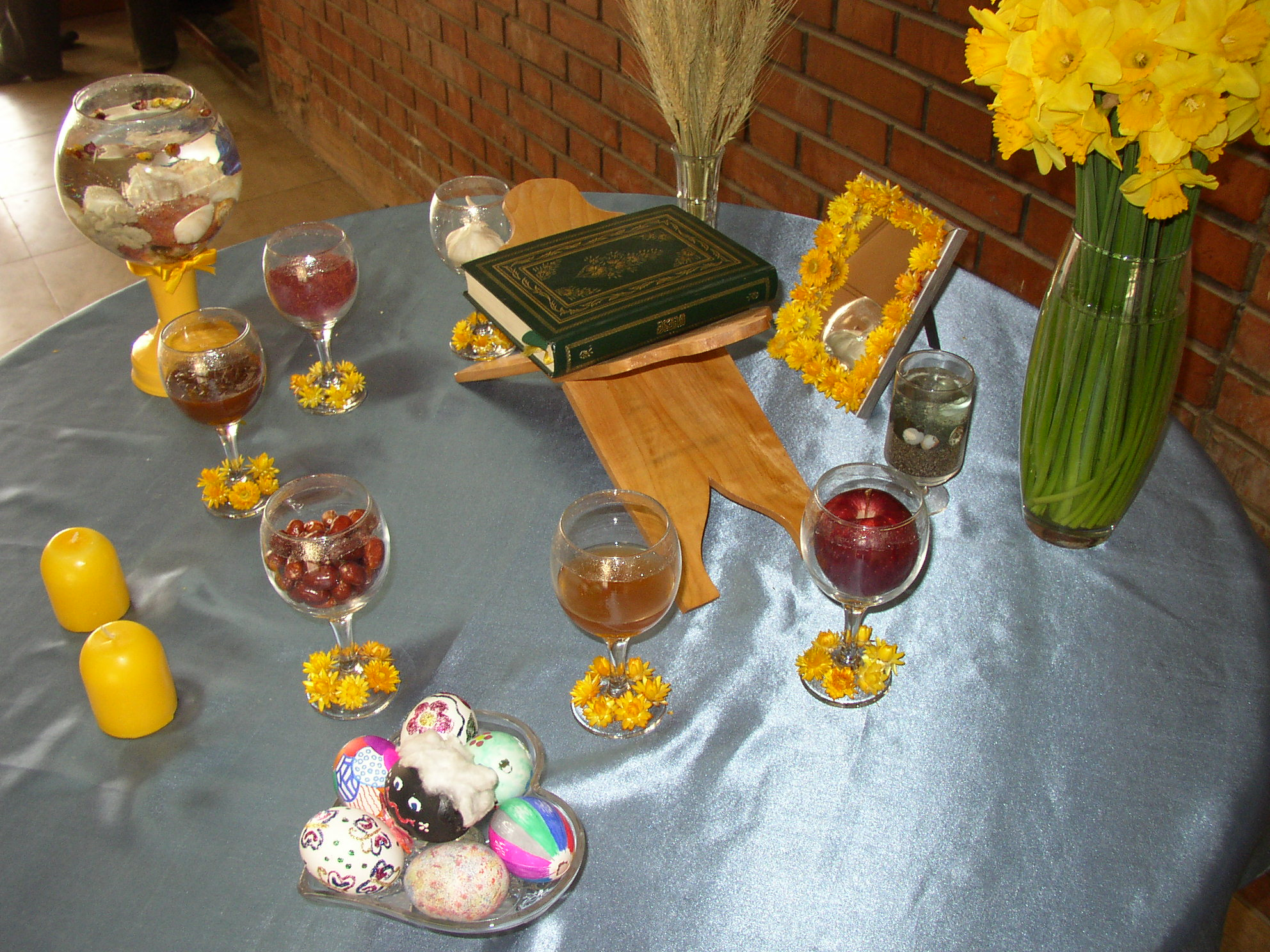
سفره هفت‌سین در دانشگاه شریف